# Taff

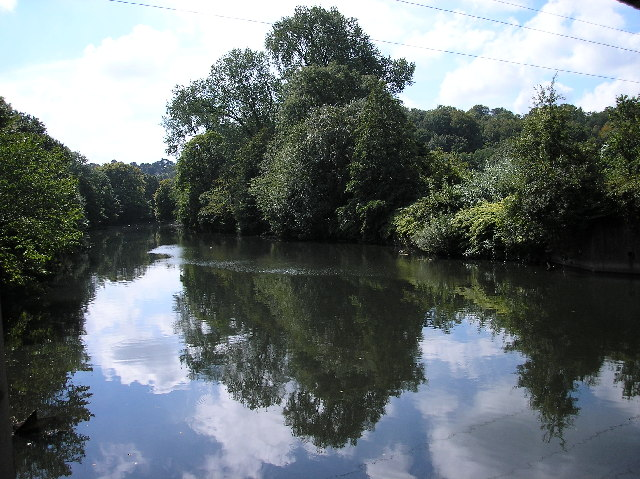
De Taff

De Taff is een 64 km lange rivier in Wales. In het Welsh luidt de naam Afon Tâf. De river moet niet verward worden met de Tâf.
De Taff ontspringt als twee rivieren in de Brecon Beacons: de Taf Fechan (Kleine Taff) en de Taff Fawr (Grote Taff). Ten noorden van Merthyr Tydfil vormen ze de Taff. De rivier mondt in de baai van Cardiff uit in de Severn.
Van deze rivier is de bijnaam "Taffy" voor de Welsh afgeleid.